# Anxhela Peristeri
Anxhela Peristeri (født 24. marts 1986) er en albansk sangerinde, sangskriver og model, der repræsenterede Albanien ved Eurovision Song Contest 2021 i Rotterdam med sangen "Karma".